# Тримити
Тримѝти (на гръцки: Τριμίθι; на турски: Edremit) е село в Кипър, окръг Кирения. Според статистическата служба на Северен Кипър през 2011 г. селото има 1268 жители.
Де факто е под контрола на непризнатата Севернокипърска турска република.